# Il segreto di Susanna
Il segreto di Susanna (dt.: Susannens Geheimnis) ist eine Komische Oper (Opera buffa) in einem Akt des deutsch-italienischen Komponisten Ermanno Wolf-Ferrari. Er selbst nannte sein Werk lediglich ein „Intermezzo“. Das Libretto verfasste Enrico Golisciani. Uraufführung war am 4. Dezember 1909 im Münchener Hoftheater.

## Orchester
Zwei Flöten, ein Piccolo, zwei Oboen, zwei Klarinetten, zwei Fagotte, vier Hörner, zwei Trompeten, drei Posaunen, Harfe, Celesta, Pauke, Große Trommel, Glocke & Tschinellen, Streicher

## Handlung
Der 30-jährige Graf Gil ist erst seit kurzer Zeit mit der um zehn Jahre jüngeren Susanne verheiratet. Als er in ihrem Privatgemach Zigarettengeruch feststellt, packt ihn die Eifersucht. Er glaubt, seine Frau habe einen Liebhaber. Dass Susanne des Öfteren eine verlegene Miene zeigt, wenn er abends heimkommt, bestärkt ihn in der Vermutung, dass sie ihn betrüge.
Gil plant, Susanne eine Falle zu stellen, um sie der Untreue zu überführen. Er verabschiedet sich von ihr und verlässt das Haus, kehrt aber kurz darauf zurück. Er hat sich nicht getäuscht; überall im Haus riecht er Zigarettenrauch. Wütend durchstöbert er alle Gegenstände, hinter denen sich der vermeintliche Nebenbuhler verstecken könnte, findet aber nichts Belastendes. Schließlich vermag ihn seine Frau zu überzeugen, dass sein „Rivale“ nur in Zigaretten besteht. Aus reiner Langeweile habe sie sich diesem Laster hingegeben.
Gil entschuldigt sich bei Susanne wegen seiner grundlosen Eifersucht. Seiner Frau zuliebe fängt er nun selbst das Rauchen an; und auch der stumme Diener entschließt sich, fortan diesem Laster zu frönen.

## Tonträger
- LP mit Ester Orel (Susanne), Mario Boriella (Gil) und dem Sinfonieorchester Turin unter der Leitung von Alfredo Simonetto
- LP (Decca) mit Maria Chiara (Susanne), Bernd Weikl (Gil) und dem Orchestra of the Royal Opera House Covent Garden unter der Leitung von Lamberto Gardelli Decca
- LP und CD von CBS (1980) mit Renata Scotto (Susanne), Renato Bruson (Gil) und dem Philharmonia Orchestra unter der Leitung von John Pritchard (Digitalisat CD-Booklet)
- CD von Warner Music (2003) mit Elena Rizzieri (Susanne), Giuseppe Valdengo (Gil) und dem Italienischen Radio Sinfonieorchester Turin unter der Leitung von Angelo Questa
- CD von Philartis (2006) mit Judith Horwarth (Susanna), Angel Odena (Gil) und der Oviedo Philharmonia unter der Leitung von Friedrich Haider